# Les Désirs de Melody in Love
Pour plus de détails, voir Fiche technique et Distribution.
Les Désirs de Melody in Love est un film érotique allemand de 1978 réalisé par Hubert Frank.

## Synopsis
Melody est jeune, jolie et célibataire. Elle aspire à l'aventure, y compris sexuelle, et à des plages de rêve sous le soleil du sud. Elle prend donc le prochain avion et vole jusqu'à l'île Maurice. Là, sa cousine un peu plus âgée Rachel vit dans une très belle propriété. Le mari de Rachel est en voyage et s'amuse pendant ce temps au cours d'un séjour de plongée avec des amis (et en particulier avec des amies féminines).
Melody, une blonde naïve, est rapidement captivée par l'environnement exotique et n'est pas opposée aux avances érotiques de sa cousine. Ce qu'avait fait Octavio, Rachel peut le faire, mais mieux. Lorsque le séduisant donjuan Alain se trouve une jeune amante, il vient passer un week-end. Il est prompt à attirer Melody vers lui, et tous deux finissent au lit un peu plus tard.

## Production
Melody in Love a été filmé en 41 jours en février et mars 1978, à l'île Maurice. Il a été achevé en mai 1978, la présentation du film a eu lieu au marché du film à Cannes dans le même mois. La première a eu lieu à Bremerhaven le 27 octobre 1978.
Les costumes ont été réalisés par Rolf Albrecht. Jürgen Goslar était le producteur exécutif, Wolfgang von Oppen et Stefan Abendroth étaient les producteurs. Otto Retzer était l'un des chargés de production. Gerhard Heinz a composé deux chansons pour le film : Melody in Love et Beautiful Day. Carl Schenkel était l'assistant réalisateur d'Hubert Frank.

## Distribution
- Britta Glatzeder : Melody O'Brien
- Sascha Hehn : Alain
- Claudine Bird : Rachel
- Wolf Goldan : Octavio
- Scarlett Gunden : Angela

## Fiche technique
- Metteur en scène : Hubert Frank
- Scénario : Hubert Frank sous le pseudonyme George Morton
- Production : Dr. Wilhelm Trüstel pour Juno Film Production GmbH, Berlin
- Musique : Gerhard Heinz
- Cinématographie : Franz X. Lederle

## Bande originale
La bande originale est sortie en 1979 chez Music Land sous forme d'album Les Désirs De Melody In Love (Bande Originale Du Film), la chanson titre étant interprétée par Martina Equiluz.

## Critique
Le magazine allemand Cinema a écrit dans son numéro de Novembre 1978: " Le metteur en scène Hubert Frank et le cinéaste Franz X. Lederle on accompli le tournage de ce film sur une île de rêve : l'Ile Maurice — sans beaucoup de script, mais avec beaucoup d'amour. Et avec des éruptions volcaniques, des batailles sous-marines, beaucoup de blondes, beaucoup de brunes. Tout ce qu'il faut pour les connaisseurs ".